# Protestbrief 139
Der Protestbrief 139 (ukrainisch Лист-протест 139, russisch Письмо-протест 139) oder Kiewer Brief (ukrainisch Київський лист, russisch Киевское письмо) war ein im April 1968 von 139 Wissenschaftlern und Kulturschaffenden in Kiew unterzeichneter und an die Sowjetführung gerichteter offener Protestbrief.

## Initiatoren
Im Spätherbst oder Winteranfang 1967 (November/Dezember) versammelte sich eine Gruppe von Menschen in Kiew, um einen Protestbrief mit dem Zweck vorzubereiten, das Land und die Welt auf die Unterdrückung in der Ukraine aufmerksam zu machen. Anfang 1968 begann man Unterschriften zu sammeln, sodass bis April 1968 139 Persönlichkeiten den Brief unterschrieben.
Die Initiatoren des Briefes waren die Schriftsteller Iwan Switlytschnyj, Iwan Dsjuba, der Physiker Jurij Zechmistrenko (Юрій Цехмістренко) und Iryna Saslawska (Ірина Заславська) sowie der Kybernetiker Wiktor Bodnartschuk (Віктор Гаврилович Боднарчук).

## Empfänger
Der Offene Brief richtete sich an den Parteichef der KPdSU und Staatschef der Sowjetunion Leonid Breschnew, den Ministerpräsidenten der Sowjetunion Alexej Kossygin sowie den Vorsitzenden des Präsidiums des Obersten Sowjets und damit Staatsoberhaupt der Sowjetunion Nikolai Podgorny.

## Inhalt
Der Protestbrief forderte ein Ende der Verstöße der UdSSR gegen die Grundsätze der sozialistischen Demokratie und Rechtsnormen und somit ein Ende der Praxis der illegalen politischen Prozesse gegen Dissidenten, wobei unter anderem die inhaftierten Dissidenten Juri Timofejewitsch Galanskow, Alexander Iljitsch Ginsburg und Wjatscheslaw Tschornowil namentlich genannt wurden.

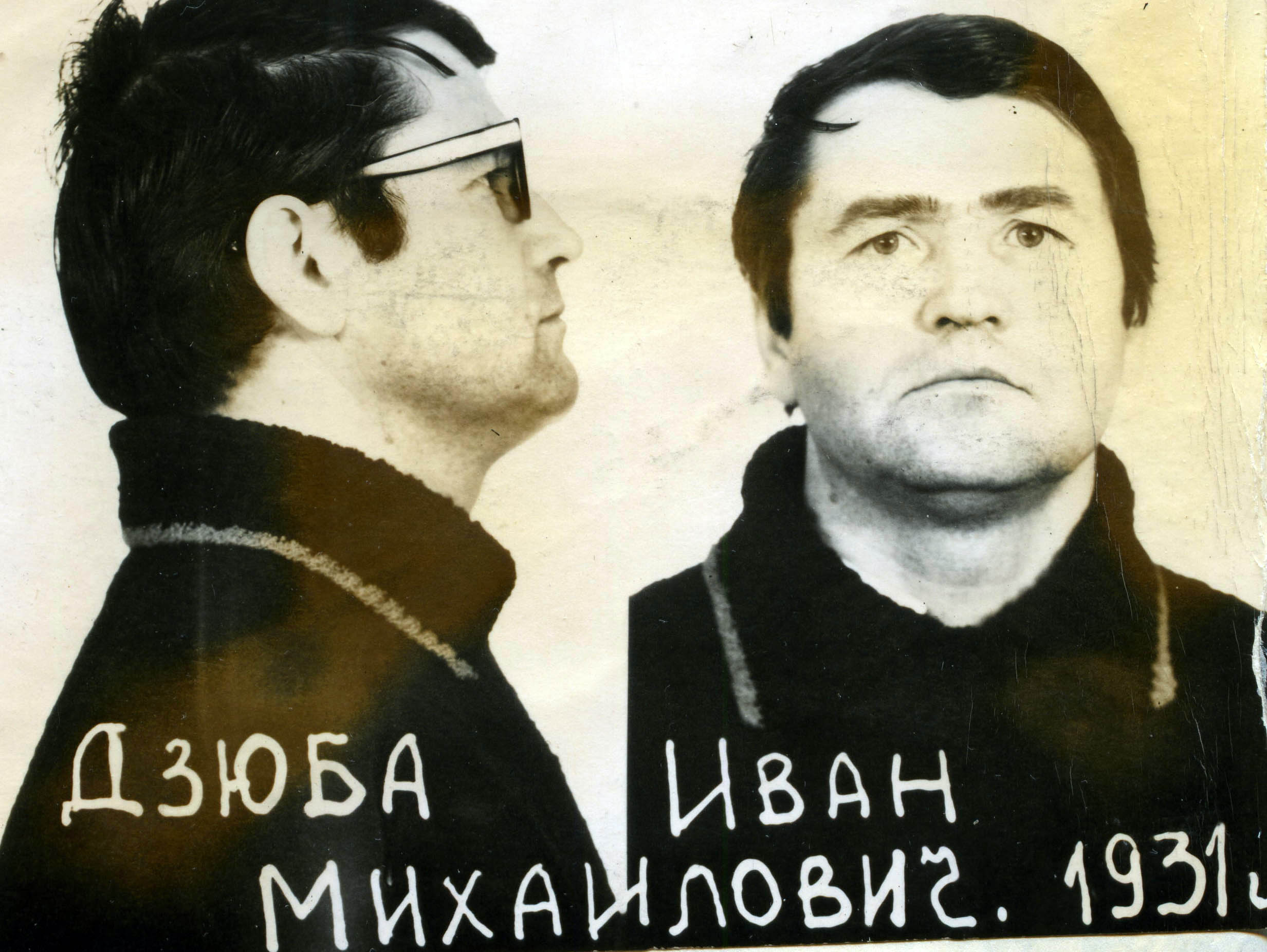
Offizielles Foto des KGB von Iwan Dsjuba nach dessen Verhaftung 1973

## Folgen
Nach einiger Zeit kam es zu Repressionen gegen die Unterzeichner. Viele wurden erst einmal von ihrer Arbeitsstelle und aus Berufs- oder Künstlervereinigungen entfernt.
In Kiew und der gesamten Ukraine schürte der KGB Gerüchte über die Existenz einer von westlichen Geheimdiensten initiierten terroristischen Bandera-Organisation, deren Leitung Alla Horska angehöre. Diese wurde am 28. November 1970 unter mysteriösen Umständen umgebracht. 1972 setzte dann eine größere Verfolgungswelle ein, bei der zahlreiche Dissidenten verhaftet und zu langjähriger Zwangsarbeit im Gulag mit anschließendem Exil verurteilt wurden.

## Unterzeichner (Auswahl)
Unter den 139 Persönlichkeiten, die den Protestbrief unterschrieben haben, befanden sich unter anderem:
- Sergei Paradschanow
- Iwan Martschuk
- Iwan Dsjuba
- Iwan Switlytschnyj

Schriftsteller:
- Wiktor Platonowitsch Nekrassow
- Wassyl Stus
- Walerij Schewtschuk
- Lina Kostenko
- Mykola Winhranowskyj
- Iwan Dratsch
- Borys Antonenko-Dawydowytsch
- Jewhen Swerstjuk

Übersetzer:
- Hryhorij Kotschur

Künstlerinnen:
- Alla Horska
- Wiktor Sarezkyj
- Ljudmyla Semykina
- Halyna Sewruk

Wissenschaftler:
- Anatoli Skorochod
- Kirill Borissowitsch Tolpygo